# エベネゼル・アシフアー
エベネゼル・コフィ・アシフアー＝インコーム（Ebenezer Kofi Assifuah-Inkoom 、1993年7月3日 - ）は、ガーナ・アクラ出身のプロサッカー選手。ガーナ代表。ポーFC所属。ポジションは、フォワード。

## クラブ経歴
2013 FIFA U-20ワールドカップで得点王に輝く活躍を披露した後、スイスのFCシオンと5年契約を結んだ。9月28日のFCバーゼル戦で移籍後初ゴール。
2017年1月18日、ル・アーヴルACに3年半契約で移籍した。
2020年6月5日、ポーFCに2年契約で移籍した。

## 代表

### 世代別代表
アフリカユース選手権2013ではグループステージ全試合で得点を挙げ、同大会準優勝に貢献した。
2013 FIFA U-20ワールドカップでは6得点を挙げ得点王を獲得した。

### A代表
2016年5月27日開催のアフリカネイションズカップ2017予選・モザンビーク戦で初キャップ。

## タイトル

### 個人
- 2013 FIFA U-20ワールドカップ得点王